# Euphyia wettsteini
Euphyia wettsteini là một loài bướm đêm trong họ Geometridae.